# Mouvement Tuidang

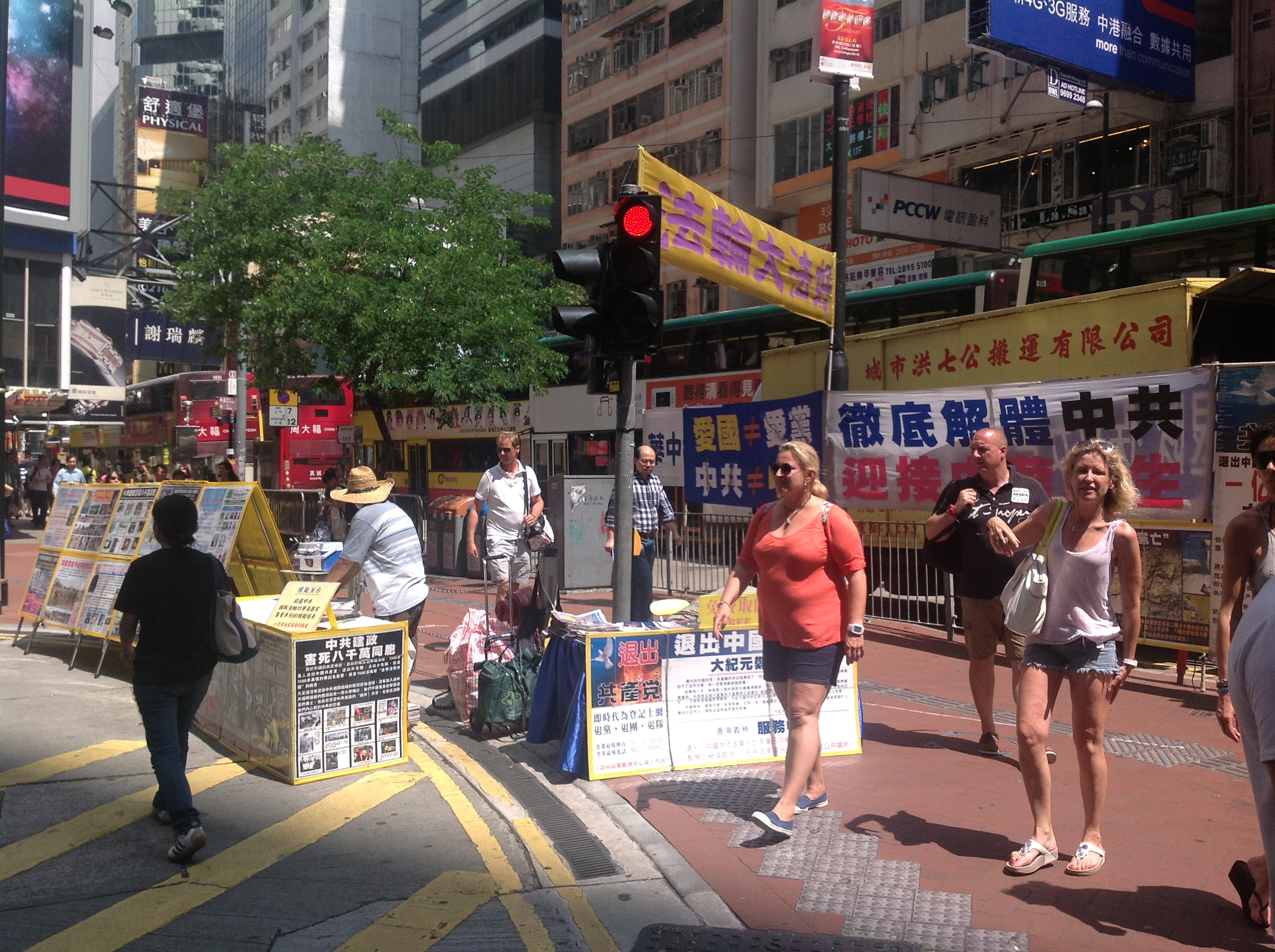
Le Centre de Service Tuidang, à la sortie de la station Causeway Bay, à Hong Kong

Le mouvement Tuidang (退黨運動/退党运动; Tuìdǎng yùndòng) est un phénomène de dissidence chinoise qui débuta fin 2004. Le mouvement, dont le nom se traduit littéralement par « démissionner du parti [communiste] », fait suite à la publication des séries éditoriales « Les Neuf Commentaires sur le Parti communiste » (Jiuping Gongchandang) dans le journal chinois Epoch Times basé aux États-Unis (nom chinois : Dajiyuan). Les séries sont un pamphlet historique sur le Parti communiste chinois, et se concentrent sur son passé de répression politique, ses mécanismes de propagande et ses attaques contre la culture traditionnelle et les systèmes de valeurs.
Peu de temps après la publication des Neuf Commentaires, The Epoch Times commença à publier des lettres de lecteurs souhaitant renier symboliquement leurs affiliations aux organisations du Parti communiste, dont la Ligue de la jeunesse communiste chinoise et les Jeunes Pionniers. Les participants au mouvement incluent des dissidents politiques, des avocats, des intellectuels, des diplomates, et d’anciens membres de la police ou de l’armée,.

## Origine
Le mouvement Tuidang, et la publication des Neuf Commentaires en particulier, peuvent être considérés en partie comme le prolongement de la résistance à la persécution brutale dont sont victimes les pratiquants de Falun Gong en Chine.
Le Falun Gong est une pratique de qi gong ayant des racines communes aux philosophies bouddhiste et taoïste ; celle-ci est devenue très populaire dans les années 1990. Depuis 1999 elle subit une sévère persécution de la part du Parti communiste chinois (PCC),.
Dans le début des années 2000, des pratiquants basés aux États-Unis créèrent de nouvelles organisations destinées à contrer l’hégémonie des médias chinois contrôlés par le Parti communiste, et se décident à fournir une voix d’opposition. Au travers de ces nouveaux médias, notamment The Epoch Times et New Tang Dynasty Television, le Falun Gong en est venu à établir une « alliance de media de facto » avec les autres groupes dissidents chinois.
Dans sa lutte contre le PCC, The Epoch Times publia les Neuf Commentaires sur le Parti communiste en novembre 2004, et commença à inviter les lecteurs à renoncer au Parti. Hu Ping décrit cette incursion dans le monde politique comme une « progression logique » qui résulte de l’incapacité du Falun Gong à mettre fin à la persécution par d’autres moyens, mais il souligne que la pratique en elle-même est apolitique de nature : « À l’origine le Falun Gong concentrait ses critiques sur Jiang Zemin, mais après qu’il eut quitté son poste et que le régime Hu Jintao refusa de réhabiliter le Falun Gong et continua de persécuter ses pratiquants, le Falun Gong élargit sa cible pour inclure le régime tout entier et le Parti communiste… Ce changement, même s’il n’est pas complètement naturel, peut néanmoins être clairement considéré comme raisonnable. Si certaines personnes insistent à considérer le Falun Gong comme politique, cela ne peut être que dans le sens que Vaclav Havel décrit comme de la « politique antipolitique ».

## Les Neuf Commentaires sur le Parti communiste
Les Neuf Commentaires sur le Parti communiste est un livre qui compile neuf éditoriaux, et qui présente une historique critique de la régence du Parti Communiste, en partant de la campagne de rectification de Yan’an jusqu’à nos jours. Il explique en détail des évènements tels que les campagnes des trois-anti et des cinq-anti, le Grand Bond en avant et la famine qui en résulta, la révolution culturelle, la destruction et l’appropriation des religions, les manifestations de la place Tian'anmen en 1989, et la répression du Falun Gong, parmi d’autres sujets censurés en Chine Continentale.
Contrairement à d’autres mouvements dissidents chinois qui font appel aux concepts démocratiques libéraux, le mouvement Tuidang « emploie distinctement des termes propres à la langue et à la culture traditionnelle chinoise. Plus confucianiste qu’humaniste, [les Neuf Commentaires] s’expriment en faisant appel aux spiritualités bouddhiste et taoïste. Ainsi, dénoncer le parti n’est pas seulement un acte d’activisme politique, cet acte assume une signification spirituelle en tant que processus de nettoyage de la conscience, et de reconnexion aux éthiques et valeurs traditionnelles.»
Le livre a lui-même reçu des critiques partagées dans le monde occidental. L’historien David Ownby écrit que « bien que les Commentaires contiennent indubitablement une part de vérité, ils manquent d’équilibre et de nuance, et ils s’apparentent à la propagande anti-communiste écrite à Taiwan dans les années 1950.

## Diffusion en Chine
Des copies des Neuf Commentaires ont été envoyées en Chine à partir de l’étranger par mail, fax ou par la poste. En février 2006, le magazine Forbes estima que plus de 172 millions de copies avaient été envoyées en Chine par ces moyens. Un documentaire des séries est diffusé en Chine continentale par satellite sur la chaine New Tang Dynasty Television. Internet a également joué un rôle important à la fois dans la diffusion des copies des Neuf Commentaires et dans les échanges d’informations que suscita cette diffusion,.
Les activistes en Chine adoptent leur propre méthode de diffusion, comme distribuer des copies au porte-à-porte, ou afficher des slogans dans des lieux publics. Dans les zones rurales et dans les villes du Nord comme Pékin, les partisans du Falun Gong impriment des slogans pro-Tuidang sur des billets de banque. Le Financial Times présenta un message typique tel que «Le Parti communiste chinois est voué à être détruit par les cieux, les vies de ceux qui démissionnent du Parti communiste seront rapidement sauvées».
Certains observateurs perçoivent le mouvement Tuidang comme une suite logique à la dégradation du climat social en Chine. Les scandales sanitaires, l'infiltration des groupes et familles par des membres du Parti communiste, la brutalité policière, les expropriations forcées, la mauvaise gestion des catastrophes naturelles tel que le séisme de 2008 au Sichuan, le taux de pollution extrêmement élevé des rivières et de l'air, la politique de l'enfant unique, les arrestations et tortures systématiques de tout opposants politiques apparaissent comme des facteurs supplémentaires aggravant le sentiment chinois envers les dirigeants du Parti ,.

## Démissionner du Parti
Après la publication des Neuf Commentaires, le site internet d’Epoch Times commença à publier des lettres de lecteurs déclarant leur volonté de couper leurs affiliations au Parti communiste, à la Ligue de la Jeunesse communiste et aux Jeunes Pionniers. Le journal créa un site internet dédié à cette cause, celui-ci présente un formulaire de déclaration en ligne. Pour des raisons de sécurité personnelle, de nombreux participants signent en utilisant un alias.
Le processus d’émettre une déclaration de démission est référé en chinois par Tuìdǎng (退党), ce qui peut être traduit par « se retirer du parti », ou « quitter le parti ». Beaucoup de participants ressentent néanmoins que quitter le PCC est un acte moral, qui les distingue de l’historique du PCC entaché de violence et de corruption. Cette situation est analogue à celle d’un Allemand vivant sous le régime nazi et déclarant qu’il ou elle ne soutient pas les actions du parti nazi, et ne fait pas partie du mouvement politique. D'après l'universitaire Caylan Ford, le mouvement offre aux Chinois un chemin vers «la consolation, la rédemption morale et la liberté brisant leurs liens psychiques et symboliques avec le Parti communiste».
Depuis janvier 2014, The Epoch Times a posté plus de 150 millions de noms et alias de participants au mouvement Tuidang. Étant donné la nature anonyme des déclarations, ces nombres sont difficiles à vérifier,, voire impossibles. Néanmoins, déclare Ethan Gutmann « leur signification est bien réelle. [Les déclarations Tuidang] sont des gestes indubitables de rejets par des citoyens chinois de toutes origines et de toutes croyances. Et bien que les nombres soient aussi peu fiables que dans n’importe quel sondage internet, je pense que nous pouvons dire avec assurance qu’ils se situent dans les millions. »

## Participants notables
Un certain nombre de dissidents chinois connus comptent parmi les participants au mouvement Tuidang : Wei Jingsheng, chef du mouvement démocratique Printemps de Pékin de 1978, des avocats des droits de l’homme comme Gao Zhisheng, Guo Guoting et Zheng Enchong; et les transfuges Chen Yonglin, Hao Fengjun et Li Fengzhi[réf. nécessaire].
D’autres participants ont attiré l’attention des médias comme Masha Ma, une diplômée de l’université de Toronto qui démissionna du Parti communiste après avoir vu un documentaire sur le massacre de la place de Tiananmen et lu les Neuf Commentaires. Il y eut aussi Ding Weikun, âgé de 78 ans, vétéran du Parti communiste de la province de Zhejiang qui renonça à son adhésion au parti après avoir été emprisonné pour avoir protesté contre une saisie de terre par le gouvernement local dans son village.
Des sites web ont indiqué que 50 "camarades" de haut niveau ont quitté le Parti, mais l'agence Phoenix Weekly a indiqué que ces 50 noms furent copiés d'une pétition d'il y a 10 ans et que certains d'entre eux sont décédés.

## Réponses
Li Yi, un activiste à Hong Kong, a douté de la crédibilité du mouvement. Il juge qu'il est peu crédible que, dans dix ans, il y aura plus de personnes ayant quitté le Parti que de membres du Parti communiste.
David Ownby, un expert de Falun Gong, a douté de la crédibilité du mouvement en jugeant qu'il est difficile de croire qu'un média du Falun Gong pourrait avoir un tel impact sur la Chine.

### Parti communiste
Les autorités du Parti communiste et les agences de sécurité publiques ont répondu au mouvement Tuidang par de la censure et des mesures coercitives, telles que l’arrestation de douzaines de participants. Une étude de 2005 conduite conjointement par des chercheurs des universités d’Harvard, Cambridge et Toronto montra que les mots liés au mouvement Tuidang étaient les plus intensivement censurés sur l’internet chinois.
Quand il fut prétendu qu'un secrétaire de l'Association des Écrivains de Chine, Meng Weizai, a quitté le Parti Communiste Chinois, l'agence Xinhua a publié une "déclaration solennelle" autorisée par Meng Weizai, dans lequal Meng Weizai nie avoir quitté le Parti.